# Nicolau de Figueiredo
Nicolau de Figueiredo (São Paulo 1960 – aldaar, 6 juli 2016) was een Braziliaans klavecinist, dirigent en muziekpedagoog.

## Levensloop
De Figueiredo kreeg zijn eerste muzikale opleiding (orgel, klavecimbel, kamermuziek) in São Paulo. In 1980 vertrok hij naar Europa.
Hij vervoegde de klas orgel van Lionel Rogg en de klas klavecimbel van Christiane Jaccottet aan het Conservatorium van Genève. Hij behaalde er in 1984 de Prix de Virtuosité. Tijdens zijn studies was hij accompagnateur van de blaasinstrumenten in het Conservatorium en het Centrum voor Oude Muziek van Genève en tevens in de Conservatoria van Neuchâtel en Winterthur.
In 1984 werd hij Eerste prijs van de klavecimbelwedstrijd in Nantes en in 1985 van die in Rome. Hij ging zich vervolgens vervolmaken bij Kenneth Gilbert, Scott Ross en Gustav Leonhardt.
Van 1990 tot 2000 was hij muziekdirecteur voor de klas opera aan de Schola Cantorum Basiliensis.
René Jacobs deed op hem beroep voor de continuopartij in Rinaldo van Händel en in Cosi fan tutte en Le nozze di Figaro van Mozart. In 2006 werkte hij mee aan de productie door de Opéra de Paris van Così fan tutte en Idomeneo van Mozart.
Hij leidde interpretatiecursussen en geeft lezingen op het Festival van Aix-en-Provence, in het Centre de Musique Baroque de Versailles, in het Koninklijk Conservatorium van Brussel, en in de Musicologische Universiteit van Dortmund. Van 2003 tot 2006 onderwees hij het barokrepertorium aan de zangers in het Conservatoire National Supérieur de Musique et de Danse de Paris.
Daarnaast is Nicolau de Figueiredo ook een actieve concertant, als solist en als dirigent. Hij trad op in Europa, Canada, Japan en Brazilië, met ensembles zoals Concerto Köln en Freiburger Barock Orchester (Duitsland), Europa Galante (Italië), The Age of Enlightement (Engeland), l’Ensemble Arion (Canada) en L’Ensemble Baroque de Limoges (France), het Symfonisch Orkest van Sao Paolo (Brazilië). Hij treedt er op als solist op klavecimbel.
Met solorecitals trad hij op in Spanje, Portugal, Frankrijk, België en Italië.
In Brazilië dirigeerde hij de Messiah en Psalmen van Händel, de Passies van Bach (Matthaeus en Sint-Jan) evenals de Missen van Bach. In Parijs dirigeerde hij La Clemenza di Tito van Mozart en Alcina van Händel met het Orkest van het Conservatorium. In Japan heeft hij motetten en concerto's van Vivaldi en Händel gedirigeerd. Hij nam ook deel aan heel wat festivals. In 2009 trok hij op tournee met Philippe Jarrousky en Concerto Köln.
In 2009 was hij lid van de jury voor de zestiende internationale orgelwedstrijd in het kader van het Festival Oude Muziek in Brugge. Hij gaf er een nocturnerecital gewijd aan Duitse klavecimbelmuziek (Joseph Haydn, Johann Sebastian Bach, Carl Philip Emmanuel Bach en Johann Christian Bach.
Hij stierf in juli 2016 aan hartfalen.

## Discografie
Figuereido heeft een uitgebreid aantal opnamen op zijn actief, onder meer:
- Sonates voor klavecimbel van Domenico Scarlatti (2006)
- Fandango en sonates van Soler (2008)
- Sonates van Joseph Haydn (2009)
- Sonates van Johann Christian Bach (2010)

Daarnaast heel wat opnamen met ensembles onder leiding van René Jacobs, Philip Herreweghe, en andere.